# Contea di Tillamook
La contea di Tillamook (in inglese Tillamook County) è una contea dello Stato dell'Oregon, negli Stati Uniti. La popolazione al censimento del 2000 era di 24 262 abitanti. Il capoluogo di contea è Tillamook.

## Geografia
La contea si trova nel nord-ovest dello Stato e si affaccia sull'Oceano Pacifico. Nel territorio della contea scorre il fiume Kilchis. La costa è prevalentemente di ghiaia e irregolare; il territorio è poi pianeggiante e a est montuoso nella Catena Costiera Pacifica.
Più del 90% della contea è gestito dal governo pubblico, statale e federale, e da aziende di legname.

### Contee confinanti
- Contea di Clatsop - nord
- Contea di Columbia - nord-est
- Contea di Washington - est
- Contea di Yamhill - sud-est
- Contea di Polk - sud-est
- Contea di Lincoln - sud

## Storia
La contea fu istituita nel 1853. Il nome deriva dai nativi della zona, i Tillamook, che significa "Terra con tanta acqua".

## Cities
- Bay City
- Garibaldi
- Manzanita
- Nehalem
- Rockaway Beach
- Tillamook (capoluogo)
- Wheeler